# Olivia Williams

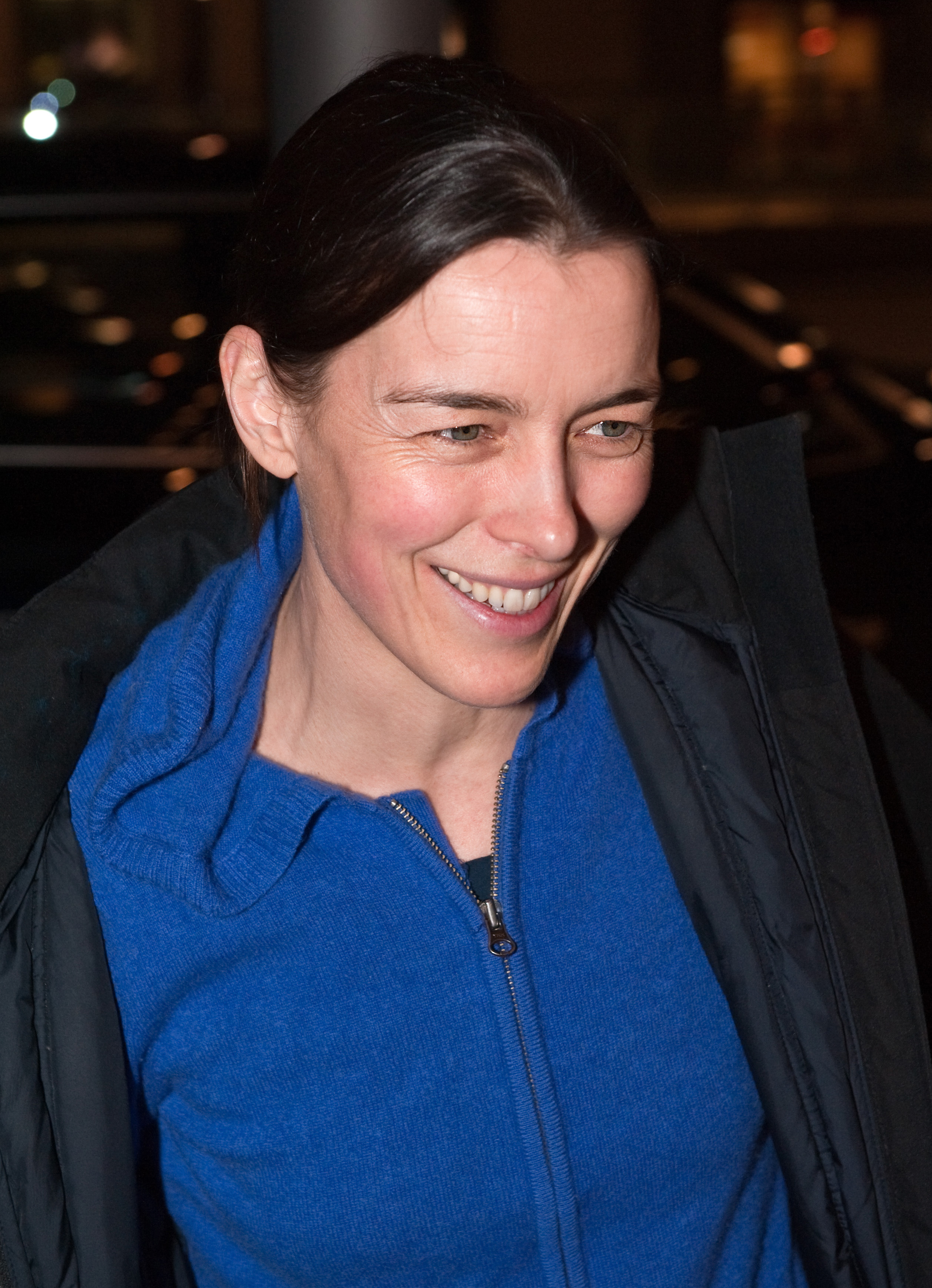
Olivia Williams (Berlin Film Festival 2010)

Olivia Haigh Williams (ur. 26 lipca 1968 w Camden Town w Londynie) – angielska aktorka filmowa i teatralna. 

## Życiorys
Olivia Williams ukończyła literaturę angielską w Newnham College, a aktorstwo w Bristol Old Vic Theatre School.

## Życie prywatne
W drugiej połowie lat 80. była związana z Radosławem Sikorskim, późniejszym ministrem i eurodeputowanym.

## Filmografia
- 1992: Van der Valk jako Irene Kortman
- 1992: The Speaker of Mandarin jako Jennifer Norris
- 1996: Beck jako Karen Quinn
- 1996: Emma jako Jane Fairfax
- 1997: Gaston's War jako Nicky
- 1997: Wysłannik przyszłości (The Postman) jako Abby
- 1998: Przyjaciele (Friends) jako Felicity
- 1998: Rushmore jako Rosemary Cross
- 1999: Szósty zmysł (The Sixth Sense) jako Anna Crowe
- 2000: Jazon i Argonauci (Jason and the Argonauts) jako Hera
- 2000: Zabójcze ryzyko (Four Dogs Playing Poker) jako Audrey
- 2000: Dead babies jako Diana
- 2000: Urodzeni romantycy (Born Romantic) jako Eleanor
- 2001: Pytanie do Boga (The Body) jako Sharon Golban
- 2001: Spaced jako potrącona rowerzystka
- 2001: Szczęśliwa zrywa (Lucky Break) jako Annabel Sweep
- 2001: Gra w słowa (The Man from Elysian Fields) jako Andrea Allcott
- 2002: Rozdarte serce (The Heart of Me) jako Madeleine
- 2002: Ciśnienie (Below) jako Claire Paige
- 2003: Zabić króla (To Kill a King) jako Anne Fairfax
- 2003: Piotruś Pan (Peter Pan) jako pani Darling
- 2004: Agatha Christie: życie w obrazach (Agatha Christie: A Life in Pictures) jako Agatha Christie
- 2005: Tara Road jako Ria
- 2005: Szeregowiec Dolot (Valiant) jako Victoria (głos)
- 2006: Krakatau: Dni ostatnie (Krakatoa: The Last Days) jako Johanna Beijerinck
- 2006: X-Men: Ostatni bastion (X-Men: The Last Stand) jako Moira MacTaggert
- 2007: Damage jako Michelle Cahill
- 2008: Jane Austen żałuje (Miss Austen Regrets) jako Jane Austen
- 2008: Zakochany głupiec (Flashbacks of a Fool) jako Grace Scott
- 2008: Splątane linie życia (Broken Lines) jako Zoe
- 2009: Była sobie dziewczyna (An Education) jako panna Stubbs
- 2009–2010: Dollhouse jako Adelle DeWitt
- 2010: Sex & Drugs & Rock & Roll jako Betty Drury
- 2010: Autor widmo (The Ghost Writer) jako Ruth Lang
- 2010: Terriers jako Miriam Foster
- 2011: Hanna jako Rachel
- 2011: Spotkanie (Collaborator) jako Emma Stiles
- 2011: Wild Bill jako Kelly
- 2011–2012: Case Sensitive jako Charlie Zailer
- 2012: Playhouse Presents jako Dorothy
- 2012: Weekend z królem (Hyde Park on Hudson) jako Eleanor Roosevelt
- 2012: Now Is Good jako matka
- 2012: Anna Karenina jako hrabina Wrońska
- 2013: Justin and the Knights of Valour jako królowa (głos)
- 2013: Ostatnie dni na Marsie jako Kim Aldrich
- 2014: Sabotaż jako Caroline Brentwood
- 2014: Mapy gwiazd (Maps to the Stars) jako Christina Weiss
- 2014: Siódmy syn (The Seventh Son) jako Mam Ward
- 2014: Altar jako Meg Hamilton